# کریستین لیلی
کریستین ماری لیلی هیوی (به انگلیسی: Kristine Marie Lilly Heavey) زاده ۲۲ ژوئیه ۱۹۷۱ است.
کریستین بازیکن بازنشسته تیم فوتبال بوستون بریکرز (به انگلیسی:Boston Breakers) است. او  در اواخر دوران بازیگری خود در این باشگاه بود.
او برای ۲۴ سال عضو تیم ملی فوتبال زنان آمریکا بود. کریستین لیلی دارای بیشترین بازی ملی برای تیم ملی فوتبال زنان آمریکا است. او آخرین و۳۵۲ امین بازی خود را در بازی‌های مقدماتی جام جهانی در نوامبر ۲۰۱۰ مقابل مکزیک انجام داد .وی بیشترین بازی ملی را در تاریخ ورزش فوتبال زنان و مردان انجام داده‌است.